# 루벤스의 집
루벤스의 집(네덜란드어: Rubenshuis)은 벨기에 안트베르펜에 있는 박물관이다. 원래는 페테르 파울 루벤스의 옛 집이자 작업장이었다. 1610년에 매입한 루벤스는 루벤스 자신의 디자인을 기반으로 리노베이션하고 확장했다. 리노베이션 후 집과 안뜰 정원은 루벤스의 예술적 이상을 반영한 이탈리아 궁전의 모습을 갖추었다.